# Kotuku Ngawati
Kotuku Ngawati (Cairns, 16 juni 1994) is een Australische zwemster.

## Carrière
Bij haar internationale debuut, op de wereldkampioenschappen kortebaanzwemmen 2010 in Dubai, veroverde Ngawati de zilveren medaille op de 100 meter wisselslag, op de 200 meter wisselslag eindigde ze op de achtste plaats. Samen met Emma McKeon, Felicity Galvez en Marieke Guehrer eindigde ze als vierde op de 4x100 meter vrije slag.
Op de Gemenebestspelen 2014 in Glasgow werd de Australische uitgeschakeld in de series van de 200 meter wisselslag.

## Internationale toernooien
| Jaar | Olympische Spelen | WK langebaan  | WK kortebaan                                                | PanPacs       | Gemenebestspelen    |
| ---- | ----------------- | ------------- | ----------------------------------------------------------- | ------------- | ------------------- |
| 2010 |                   |               | 100m wisselslag · 8e 200m wisselslag · 4e 4x100m vrije slag | geen deelname | geen deelname       |
| 2011 |                   | geen deelname |                                                             |               |                     |
| 2012 | geen deelname     |               | geen deelname                                               |               |                     |
| 2013 |                   | geen deelname |                                                             |               |                     |
| 2014 |                   |               | geen deelname                                               | geen deelname | 12e 200m wisselslag |
| 2015 |                   | geen deelname |                                                             |               |                     |
| 2016 | 5-21 augustus     |               | 6-11 december                                               |               |                     |

## Persoonlijke records
Bijgewerkt tot en met 11 april 2016
Kortebaan
| Afstand         | Tijd    | Datum            | Plaats    |
| --------------- | ------- | ---------------- | --------- |
| 100m vrije slag | 53,55   | 17 oktober 2010  | Singapore |
| 100m wisselslag | 59,18   | 16 december 2010 | Dubai     |
| 200m wisselslag | 2.07,76 | 17 juli 2010     | Brisbane  |

Langebaan
| Afstand         | Tijd    | Datum         | Plaats   |
| --------------- | ------- | ------------- | -------- |
| 50m vrije slag  | 25,44   | 2 mei 2013    | Adelaide |
| 100m vrije slag | 54,10   | 11 april 2016 | Adelaide |
| 200m wisselslag | 2.11,03 | 9 april 2016  | Adelaide |